# Сара Сімеоні
Сара Сімеоні  (італ. Sara Simeoni, 19 квітня 1953) — італійська легкоатлетка, олімпійська чемпіонка, дворазова рекордсменка світу.

## Виступи на Олімпіадах
| Олімпіада         | Дисципліна       | Місце |
| ----------------- | ---------------- | ----- |
| Мюнхен 1972       | стрибки у висоту | 6     |
| Монреаль 1976     | стрибки у висоту | 2     |
| Москва 1980       | стрибки у висоту | 1     |
| Лос-Анджелес 1984 | стрибки у висоту | 2     |